# Sepedonea giovana
Sepedonea giovana är en tvåvingeart som beskrevs av Luciane Marinoni 2006. Sepedonea giovana ingår i släktet Sepedonea och familjen kärrflugor. Inga underarter finns listade i Catalogue of Life.